# Кондорсе (лунный кратер)
Кратер Кондорсе (лат. Condorcet) — большой древний ударный кратер в области юго-восточного побережья Моря Кризисов на видимой стороны Луны. Название присвоено в честь французского философа Мари Жана Антуана Никола Кондорсе и утверждено Международным астрономическим союзом в 1935 году. Образование кратера относится к нектарскому периоду.

## Описание кратера

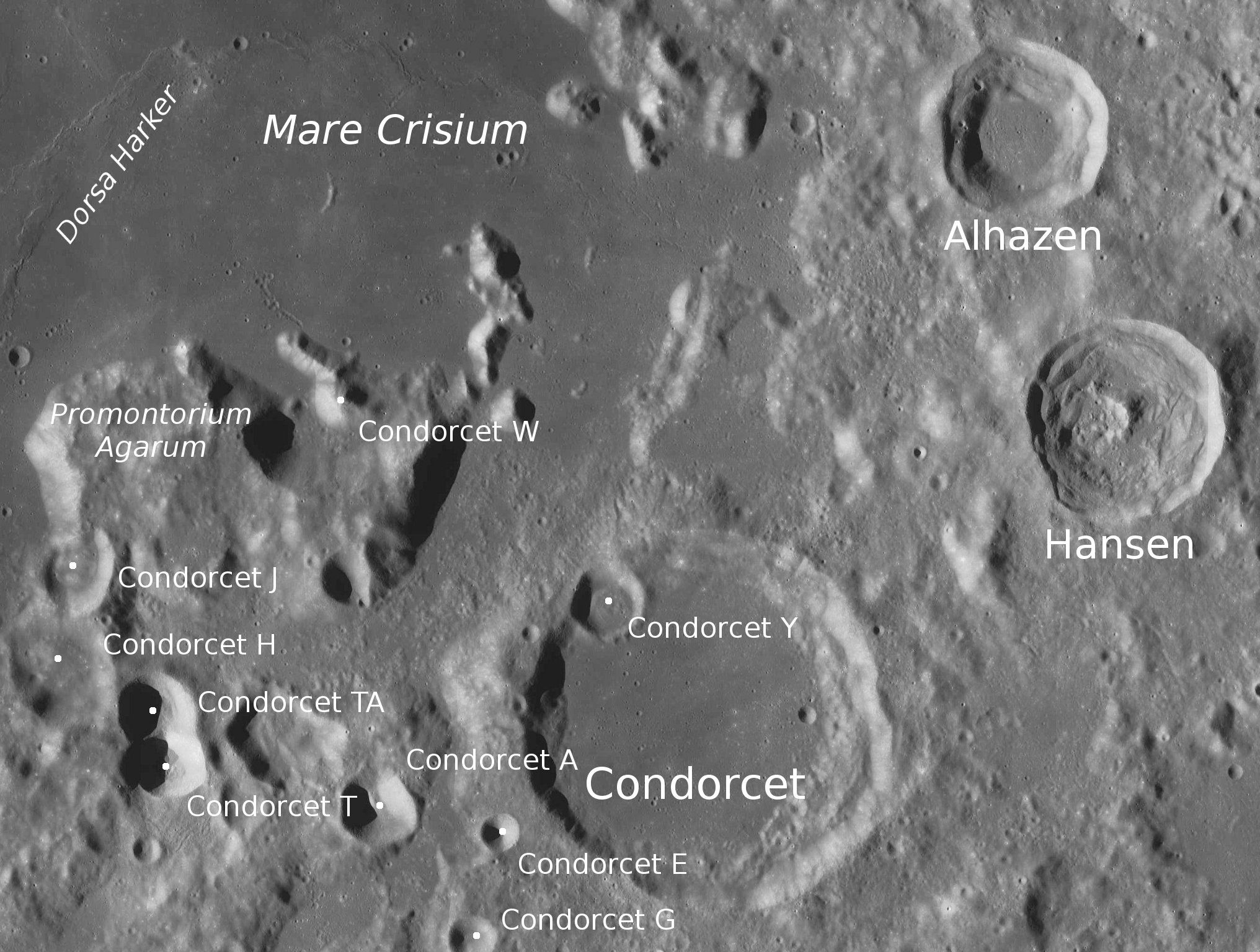
Окрестности кратера Кондорсе. Снимок зонда Lunar Reconnaissance Orbiter.

Ближайшими соседями кратера Кондорсе являются кратер Ибн Аль Хайсам на севере-северо-востоке; кратер Ганзен на северо-востоке; кратер Дубяго на юге и кратеры Озу, Ван Альбада, Крог на юго-западе. На западе-северо-западе от кратера Кондорсе находится мыс Агар и за ним гряды Харкера, на севере Море Змеи, на юге Море Волн. Селенографические координаты центра кратера 12°06′ с. ш. 69°35′ в. д. / 12,1° с. ш. 69,58° в. д., диаметр 74,9 км, глубина 2,65 км.
Кратер Кондорсе имеет полигональную форму и значительно разрушен за длительное время своего существования. Вал сглажен и имеет минимальную высоту в северной части. Северо-западная часть вала перекрыта сателлитным кратером Кондорсе Y (см. ниже). В восточной части кратера у подножия внутреннего склона находятся осыпи пород. Высота вала над окружающей местностью достигает 2400 м, объем кратера составляет приблизительно 5000 км3. Дно чаши переформировано лавой, ровное, отмечено множеством мелких кратеров и приметным маленьким кратером в восточной части. В западной части чаши находится большое тёмное пятно, в остальном альбедо кратера совпадает с альбедо окружающей местности.

## Сателлитные кратеры
| Кондорсе | Координаты                                            | Диаметр, км |
| -------- | ----------------------------------------------------- | ----------- |
| A        | 11°31′ с. ш. 67°17′ в. д. / 11,51° с. ш. 67,29° в. д. | 15,4        |
| D        | 9°50′ с. ш. 68°21′ в. д. / 9,84° с. ш. 68,35° в. д.   | 19,8        |
| E        | 11°21′ с. ш. 68°10′ в. д. / 11,35° с. ш. 68,16° в. д. | 8,0         |
| F        | 8°16′ с. ш. 73°05′ в. д. / 8,27° с. ш. 73,09° в. д.   | 39,7        |
| G        | 10°39′ с. ш. 67°58′ в. д. / 10,65° с. ш. 67,97° в. д. | 10,3        |
| H        | 12°27′ с. ш. 65°05′ в. д. / 12,45° с. ш. 65,08° в. д. | 21,0        |
| J        | 13°04′ с. ш. 65°12′ в. д. / 13,07° с. ш. 65,2° в. д.  | 16,3        |
| L        | 10°09′ с. ш. 73°40′ в. д. / 10,15° с. ш. 73,67° в. д. | 12,6        |
| M        | 9°04′ с. ш. 73°07′ в. д. / 9,07° с. ш. 73,12° в. д.   | 10,5        |
| N        | 8°59′ с. ш. 72°37′ в. д. / 8,98° с. ш. 72,61° в. д.   | 5,0         |
| P        | 8°46′ с. ш. 70°17′ в. д. / 8,76° с. ш. 70,29° в. д.   | 48,4        |
| Q        | 11°14′ с. ш. 73°22′ в. д. / 11,23° с. ш. 73,36° в. д. | 35,8        |
| R        | 11°45′ с. ш. 74°45′ в. д. / 11,75° с. ш. 74,75° в. д. | 19,9        |
| S        | 10°40′ с. ш. 75°38′ в. д. / 10,67° с. ш. 75,64° в. д. | 10,2        |
| T        | 11°48′ с. ш. 65°50′ в. д. / 11,8° с. ш. 65,84° в. д.  | 14,7        |
| TA       | 12°10′ с. ш. 65°43′ в. д. / 12,16° с. ш. 65,72° в. д. | 14,6        |
| U        | 10°05′ с. ш. 75°24′ в. д. / 10,08° с. ш. 75,4° в. д.  | 11,0        |
| W        | 13°56′ с. ш. 67°00′ в. д. / 13,94° с. ш. 67° в. д.    | 35,8        |
| X        | 10°07′ с. ш. 69°57′ в. д. / 10,12° с. ш. 69,95° в. д. | 8,9         |
| Y        | 12°52′ с. ш. 68°55′ в. д. / 12,86° с. ш. 68,92° в. д. | 14,2        |

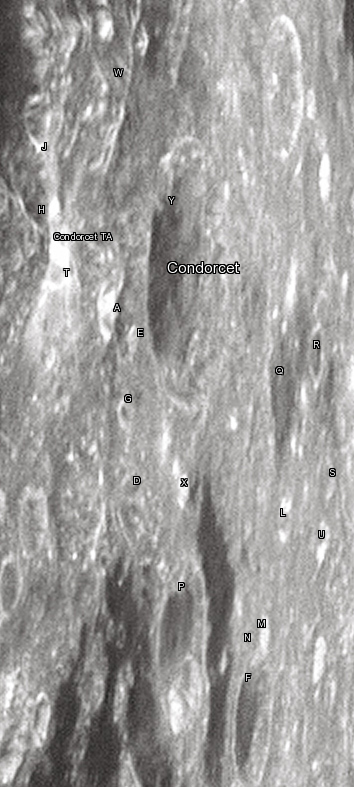
Снимок Девида Кемпбелла.

- Сателлитный кратер Кондорсе К в 1979 г. переименован Международным астрономическим союзом в кратер Вильдт.
- Сателлитный кратер Кондорсе T включен в список кратеров с яркой системой лучей Ассоциации лунной и планетарной астрономии (ALPO)[7].
- Сателлитный кратер Кондорсе T относится к числу кратеров, в которых зарегистрированы температурные аномалии во время затмений. Объясняется это тем, что подобные кратеры имеют небольшой возраст и скалы не успели покрыться реголитом, оказывающим термоизолирующее действие.
- Образование сателлитных кратеров Кондорсе F и P относится к нектарскому периоду[2].

## См.также
- Список кратеров на Луне
- Лунный кратер
- Морфологический каталог кратеров Луны
- Планетная номенклатура
- Селенография
- Минералогия Луны
- Геология Луны
- Поздняя тяжёлая бомбардировка